# Ronny Gaspercic
Ronald Louis Gaspercic (Genk, 9 de mayo de 1969), más conocido como Ronny Gaspercic, es un exfutbolista belga que jugaba de portero.  
Gaspercic ganó el trofeo al portero del año de la temporada 1997-98 de la liga belga, mientras militaba en el modesto K. R. C. Harelbeke. También militó, en Bélgica, en el FC Winterlag (también conocido como Racing Genk), para recalar en la Liga española, donde jugó ocho años. Gaspercic jugó en el CF Extremadura, el Real Betis, el Deportivo Alavés y el Albacete Balompié.
Disputó ocho partidos con la selección de su país entre 1998 y 2001.

## Clubes
| Club                | País    | Año       |
| ------------------- | ------- | --------- |
| K. R. C. Genk       | Bélgica | 1987-1996 |
| K. R. C. Harelbeke  | Bélgica | 1996-1998 |
| C. F. Extremadura   | España  | 1998-2001 |
| Real Betis Balompié | España  | 2001-2003 |
| Deportivo Alavés    | España  | 2003-2004 |
| Albacete Balompié   | España  | 2004-2005 |
| K. V. C. Westerlo   | Bélgica | 2005-2007 |